# Tobias Hans
Tobias Hans (Neunkirchen, 1 februari 1978) is een Duitse politicus van de Christlich Demokratische Union Deutschlands (CDU). Tussen maart 2018 en april 2022 was hij minister-president van de Duitse deelstaat Saarland.

## Biografie
Tobias Hans was 16 jaar oud toen hij in 1994 lid werd van de christendemocratische CDU. Twee jaar voordien had hij zich al aangesloten bij de Junge Union, de jongerenorganisatie van deze partij. Vanaf 2001 was hij namens de CDU actief in de lokale politiek van zijn woonplaats Neunkirchen. Later werkte hij onder meer als medewerker bij de CDU-fractie in de Landdag van Saarland (het deelstaatparlement) en als ambtenaar onder verschillende ministers. Hans studeerde tussen 1998 en 2007 aan de Universiteit van Saarland (informatiekunde en anglistiek), maar rondde zijn studie vanwege zijn politieke activiteiten niet af.
Na de deelstaatverkiezingen van 2009 werd Hans zelf lid van de Saarlandse Landdag. In november 2015 werd hij er verkozen tot fractieleider van de CDU, een functie die zijn vader Peter Hans tussen 1999 en 2007 ook bekleed had.
Toen minister-president Annegret Kramp-Karrenbauer in 2018 uit haar ambt terugtrad om landelijk secretaris-generaal van de CDU te worden, werd Hans verkozen als de nieuwe regeringsleider van Saarland. Hij trad aan op 1 maart 2018. Zijn regeringscoalitie, bestaande uit CDU en de Sozialdemokratische Partei Deutschlands (SPD), was in feite een voortzetting van het voorgaande kabinet van Kramp-Karrenbauer. In oktober 2018 werd Hans ook de opvolger van Kramp-Karrenbauer als voorzitter van de CDU in Saarland.
Bij de deelstaatverkiezingen van maart 2022 was Hans voor het eerst lijsttrekker en streed hij mee voor een tweede ambtstermijn als minister-president. Zijn CDU leed echter vijf zetels verlies en werd ruim voorbijgestreefd door de SPD, die in de Landdag van Saarland zelfs een zetelmeerderheid wist te bemachtigen. De sociaaldemocraten vormden hierna in hun eentje een nieuwe regering, met Anke Rehlinger als minister-president. Zij volgde Hans op 25 april 2022 op.
Hans is gehuwd en woont in Münchwies, een stadsdeel van Neunkirchen. Hij is lid van de Rooms-Katholieke Kerk.